# Lothar Briebach
Lothar Briebach (* 3. Dezember 1947) ist ein ehemaliger deutscher Fußballspieler, der für den 1. FC  Magdeburg in der höchsten Spielklasse des DDR-Fußballs, in der DDR-Oberliga spielte.

## Sportliche Laufbahn
Zusammen mit seinem drei Jahre jüngeren Bruder Manfred Briebach wechselte Lothar Briebach 1966 von der Betriebssportgemeinschaft (BSG) Lok Güsten zum 1. FC Magdeburg, dem Fußballschwerpunkt der Region. Er wurde bis 1970 fast ausschließlich in der 2. Mannschaft des FCM eingesetzt, die bis 1969 in der drittklassigen Bezirksliga Bezirk Magdeburg vertreten war. 1969/70 spielte der FCM II für eine Saison in der zweitklassigen DDR-Liga, Briebach bestritt in dieser Spielzeit sieben Punktspiele. Sein einziges Oberligaspiel bestritt Briebach in der Saison 1968/69. Am 12. Spieltag wurde er in der Begegnung FCM – BSG Stahl Riesa (3:1) in der 77. Minute für den rechten Stürmer Hermann Stöcker eingewechselt. 
Zwischen Sommer 1970 und Sommer 1973 war Briebach nicht im höherklassigen Fußball vertreten. Erst in der Saison 1973/74 tauchte er beim DDR-Ligisten BSG Lok Stendal auf, wo er in dieser Spielzeit neben seinem Bruder Manfred drei Punktspiele bestritt. Während sich sein Bruder, der bereits seit 1970 in Stendal spielte, 1974/75 dort zum Stammspieler entwickelte, kam Lothar Briebach in dieser und den folgenden Spielzeiten bei 66 Punktspielen nur 21-mal zum Einsatz. In der Saison 1977/78 musste Lok Stendal abstiegsbedingt in der Bezirksliga spielen, erreichte aber mithilfe von Lothar Briebach den sofortigen Wiederaufstieg. In der neuen DDR-Liga-Saison wurde er nur in vier Punktspielen aufgeboten. In der Saisonvorschau für 1978/79 wurde der 30-jährige Briebach zwar noch als Mittelfeldspieler genannt, kam aber nicht mehr zum Einsatz. Später wurde er in den Stendaler Kaderlisten nicht mehr erwähnt. 